# 米特林冰川

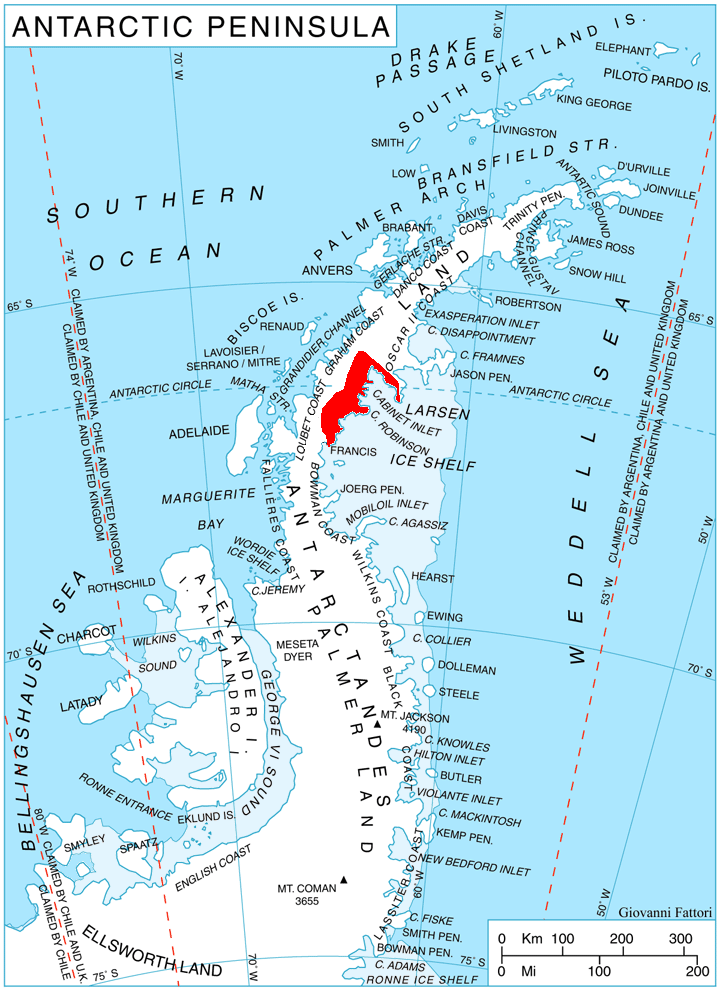

米特林冰川（英語：Mitterling Glacier），是南極洲的冰川，位於葛拉漢地的弗因海岸，流經瓦特達爾山和海斯山，最終注入米爾灣，由英國南極名稱諮詢委員會命名，現時由南極條約體系管理。